# Mycalesis hernica
Mycalesis hernica är en fjärilsart som beskrevs av Hans Fruhstorfer 1911. Mycalesis hernica ingår i släktet Mycalesis och familjen praktfjärilar. Inga underarter finns listade i Catalogue of Life.